# Revista Brasileira de Direito Animal
Revista Brasileira de Direito Animal (eller Brasiliansk dyreretstidsskrift) er Latinamerikas første juridiske tidsskrift om dyreret nogensinde. Den laves af Heron Santana, Luciano Rocha Santana og Tagore Trajano
Tidsskriftet er interdisciplinært og beskæftiger sig med jura, filosofi, veterinærmedicin og andet.
Om tidsskriftet har Tom Regan skrevet: "grundlæggerne af Revista Brasileira de Direito Animals seneste handlinger åbner en ny fremtid for dyreret i Brasilien. Aldrig før har en brasilianer turdet spørge ind til Habeas corpus på vegne af et ikkemenneske. Forestil Dem: et juridisk skrift som kræver befrielsen af alle dyr, som holdes ulovligt indespærret! Men dette er præcis hvad grundlæggerne af RBDA gjorde i september i år, på vegne af en chimpanse som modbydeligt var dømt til et liv bag tremmer i en zoologisk have i Bahia(...)". [kilde mangler]